# Sent Jòri (Avairon)
Sant Jòri (en francès Saint-Juéry) és un municipi francès situat al departament de l'Avairon i a la regió d'Occitània.

## Demografia
| 1962                                       | 1968 | 1975 | 1982 | 1990 | 1999 | 2006 |
| ------------------------------------------ | ---- | ---- | ---- | ---- | ---- | ---- |
| 340                                        | 396  | 356  | 322  | 290  | 257  | 231  |
| Des de 1962: població sense dobles comptes |      |      |      |      |      |      |

## Administració
| Període   | Identitat      | Partit |
| --------- | -------------- | ------ |
| 1977-1983 | Louis Tarrise  |        |
| 1983-2008 | Gaston Roques  |        |
| 2008-     | Christian Font |        |